# Apotropina japonica
Apotropina japonica är en tvåvingeart som beskrevs av Kanmiya 1983. Apotropina japonica ingår i släktet Apotropina och familjen fritflugor. Inga underarter finns listade i Catalogue of Life.